# Руссо, Авраам
Авраа́м Руссо́ (настоящее имя — Абрахам Жанович Ипджян; род. 21 июля 1969, Алеппо, Сирия) — российский эстрадный певец армянского происхождения. Участник фестиваля «Песня года», четырёхкратный обладатель премии «Золотой граммофон». Народный артист Чеченской Республики (2010).

## Биография

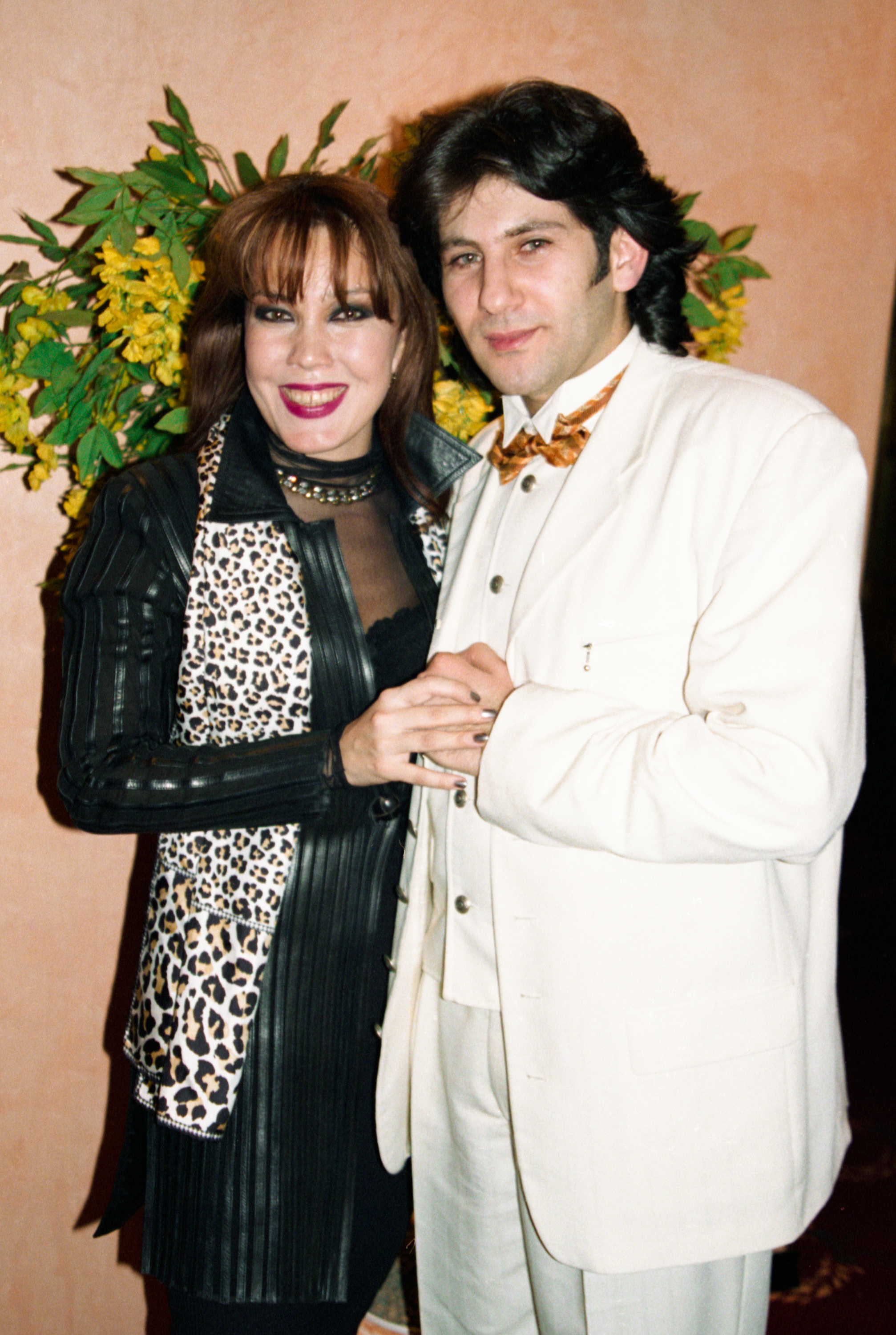
С Азизой, 2001 год

Родился 21 июля 1969 года в городе Алеппо, Сирия, в семье армян. Отец Жан Ипджиан (умер в 1976) — легионер французского иностранного легиона, ветеран Второй мировой войны, мать Мария (1929) — медсестра. У Авраама есть старший брат Джон и сестра. Отец умер, когда Аврааму было 7 лет, и они с матерью переехали в Париж. Некоторое время Руссо прожил во Франции. С самого детства увлекался пением, а также не упускал возможности поучаствовать в различных творческих конкурсах.
Петь начал в 16 лет в маленьких кафе и ресторанах, зарабатывая на жизнь для всей семьи. После окончания университета занялся пением на профессиональном уровне.
Во время одного из выступлений вокальные данные певца заметил владелец ресторана, предприниматель Тельман Исмаилов. Авраама пригласили в Москву, где он начал выступать с 1999 года. На одном из ресторанных выступлений Авраам познакомился с продюсером Иосифом Пригожиным. Так в биографии Авраама Руссо начался новый творческий период. Заключив контракт с компанией «Нокс мьюзик» при содействии Иосифа Пригожина, Руссо в 2000 году приступил к записи первого альбома. Дебютный сингл певца «Amor» вышел в 2001 году и почти три месяца держалась в первой десятке самых популярных песен, по мнению музыкального европейского канала «VIVA».
В 2002 году певец спел с Кристиной Орбакайте дуэтом песню «Любовь, которой больше нет», сразу ставшей хитом. Так Руссо стал известен по всей России. «Просто любить тебя» — вторая песня, исполненная дуэтом с Орбакайте. Она полюбилась и запомнилась поклонникам певца, равно как и его другие песни — «Далеко-далёко» и «Обручальная».
Затем в биографии Авраама Руссо последовали альбомы «Tonight» (2002), «Просто любить» (2003), «Обручальная» (2006). Некоторые песни были написаны самим Руссо — и слова, и музыка. Некоторое время артист работает с другим продюсером, Александром Бенишем, известным импресарио.
В 2006 году пережил покушение на свою жизнь, которое осталось нераскрытым. После покушения живёт в Нью-Йорке (США). В январе 2022 года стало известно, что после покушения во время операции певцу пережали глубокую вену бедра для предотвращения большой кровопотери и смерти. Но из-за этого начались проблемы со здоровьем, и теперь певец готовится к операции в США, чтобы исправить это.
По данным следствия, в январе 2004 года Тельман Исмаилов в сговоре с Зауром Мардановым, Тарханом Эльдукаевым, Эльяром Дамировым и Владимиром Гусаковым под обманным предлогом обеспечил приезд эстрадного исполнителя Авраама Руссо в московский ресторан «Прага», где артист впоследствии удерживался и избивался. Затем Исмаилов потребовал от Руссо отменить все свои концерты и вступить с ним в договор на ведение эстрадной деятельности на его условиях. После этого обвиняемые вывезли артиста в дом Исмаилова в Подмосковье, где удерживали сутки, пока тот не согласился выполнить все требования Исмаилова.

### Национальность
В ряде интервью армянским изданиям в 2010—2012 годах Руссо утверждал, что его родители — армяне, и сам он считает себя армянином.
Отвечая в 2011 году на вопрос «Недавно, когда вы были в Армении, вы сказали, что вы армянин по происхождению! Мне бы хотелось узнать, почему в вашей биографии ничего об этом не написано?» Руссо заявил: «Как не написано? Я должен орать, что я армянин? Прежде всего, я артист российской эстрады, я не скрываю своего происхождения». По состоянию на август 2020 года в биографии Руссо на официальном сайте его этническое происхождение было указано как армянин.

### Имя и псевдоним
Настоящие имя и фамилия, со слов Руссо, — Abraham Ipjean (Абрахам Ипджиян, Авраам Ипджян). Отвечая в 2005 году на вопрос о похожести его фамилии на армянскую, Руссо сказал: «„Ip“ по-турецки — нитка. У предков моих был ниточный завод. А отца звали Jean. Отсюда и фамилия такая — Ipjean».
В интервью 2015 года Руссо сказал, что после 1994 года взял фамилию отца — «Руссо». В интервью 2010 года Руссо сообщил, что выбрал наиболее красивую, на его взгляд, форму своего настоящего имени (Авраам) и фамилию отца (Руссо) в качестве сценического псевдонима. Необходимость псевдонима (или изменения фамилии) он объяснил так: «Занимаясь своей раскруткой и постепенно входя в российский шоу-бизнес, я прекрасно понимал, что использовать свою фамилию Ипджян я не мог. Именно поэтому мне пришлось изучить более досконально свою родословную и взять фамилию Руссо, которая с древнегреческого переводится как „красненький“».

## Личная жизнь
- Жена — Морела Руссо (Фердман) (р. 1982), гражданка США. Зарегистрировали брак в Бутырском ЗАГСе 8 сентября 2005 года. Обвенчались в Израиле на рождественские каникулы (2005—2006).
- Дочь — Эмануэлла Руссо, родилась 27 декабря 2006 года в США.
- Дочь — Аве Мария Руссо (с лат. «радуйся, Мария»), родилась 19 августа 2014 года в США.

## Дискография
- 2001 — Далеко-далёко (выходил только на дисках)
- 2002 — Tonight
- 2003 — Просто любить
- 2006 — Обручальная
- 2006 — «Live» (концертный альбом)
- 2006 — «Grand collection» Авраам Руссо (сборник)
- 2006 — Авраам Руссо. The Best. (сборник)
- 2009 — «Resurrection (Воскрешение)»
- 2016 — «Нет невозможного»

## Синглы
- 2001 — «Amor»
- 2001 — «Tonight»
- 2001 — «Далеко-далёко»
- 2002—2003 — «Любовь, которой больше нет» и «Просто любить тебя» (с Кристиной Орбакайте)
- 2003 — «Знаю»
- 2005 — «Обручальная»
- 2006 — «Через любовь» (с Иванной)
- 2010 — «Я рядом»
- 2010 — «Не моя»
- 2011 — «Нежная Грешная»
- 2011 — «Цвет любви» (с Натальей Валевской)
- 2012 — «Нелюбимая»
- 2012 — «На твоей волне»
- 2014 — «Дочь востока»
- 2014 — «Живите сказочно»
- 2015 — «Не сберёг» (с Радой Рай)
- 2016 — «Нет невозможного» (с Согдианой)
- 2016 — «Плакала ночь»
- 2016 — «Я тебя найду»
- 2016 — «Мои чувства — кружева»
- 2017 — «Не было зимы»
- 2018 — «Дорога к свету»
- 2018 — «Такая любовь»
- 2018 — «Праздник»
- 2019 — «За тебя»
- 2019 — «Допьяна»
- 2019 — «Love Story» (с SEDA)
- 2019 — «Моя законная любовь»
- 2020 — «Солнце» (с Fleet Fl)
- 2020 — «Ты моя»
- 2020 — «С днём рождения мой друг»
- 2020 — «Довольно»
- 2020 — «Подожди» (с In-Grid)
- 2020 — «Далеко-далёко (Anniversary Edition)»
- 2020 — «Солдат сынок»
- 2021 — «Save the World»
- 2021 — «Знаю (Remake)»
- 2021 — «Ya Habibi»
- 2021 — «C’est la vie»
- 2021 — «Лови момент»
- 2021 — «Ты больше не моя»
- 2021 — «Дежавю»
- 2022 — «Дым без огня»
- 2022 — «Ha Nina» (с Арманом Оганнисяном)
- 2022 — «Ты простила»
- 2023 — «Ты для меня»
- 2023 — «Через любовь (Remake)»
- 2023 — «Гори гори»
- 2023 — «Танцуй»
- 2023 — «Мало мало»
- 2023 — «Mayrik Jan»
- 2023 — «Афродита»
- 2024 — «Потерянный рай» (с ALVUWKI)
- 2024 — «Возвращаюсь домой»
- 2024 — «Мужчина вышел погулять»
- 2024 — «Всех я люблю»
- 2024 — «12345»
- 2024 — «Жизнь отдам»